# Рогохвосты
Рогохво́сты (лат. Siricidae) — семейство из подотряда сидячебрюхих перепончатокрылых. Семейство включает в себя около 120 видов. Самки с массивным, иногда очень длинным яйцекладом (отсюда название), которым прокалывают растения для откладки яиц. Длина 15—45 мм.

## Значение
Вредители хвойных пород, преимущественно ели, пихты, лиственницы, в которых развиваются их личинки, повреждая древесину ствола.

## Палеонтология
Рогохвосты в широком смысле слова известны, начиная с раннего юрского периода.

## Классификация
Семейство Siricidae Billberg, 1820 включает 20 родов и около 120 видов (из вымерших: Aulisca Rasnitsyn 1968, Eosirex Piton 1940, Eoxeris Maa 1949, Megaulisca Rasnitsyn 1968, Megura Rasnitsyn 1968, Sirex Linne 1761, Tremex Jurine, 1807 и др.)
- Auliscinae — 3 рода и 4 вида
- Gigasiricinae — 2 рода и 2 вида
- Siricinae — 8 родов и 65 видов
- Tremicinae — 4 рода и 49 видов

## Виды рогохвостов Европы
В Европе встречается около 20 видов рогохвостов
- подсемейство Siricinae
  - род Urocerus Geoffroy, 1785
    - Большой рогохвост Urocerus gigas (Linnaeus, 1758)
    - Urocerus fantoma (Fabricius, 1781)
    - Urocerus augur (Klug, 1803)
    - Urocerus argonautarum (Semenov, 1921)
    - Urocerus albicornis (Fabricius, 1781)
    - Urocerus californicus Norton, 1869
    - Urocerus franzinii Pesarini & Pesarini 1977
    - Urocerus sah (Mocsáry 1881)
    - Urocerus cressoni Norton, 1864

  - род Sirex Linnaeus, 1761
    - Sirex abietinus Goulet, 2012
    - Sirex areolatus (Cresson, 1867)
    - Sirex behrensii (Cresson, 1880)
    - Sirex californicus (Ashmead)
    - Sirex carinthiacus Konow, 1892
    - Sirex cyaneus Fabricius, 1781
    - Sirex edwardsii Brulle, 1846
    - Sirex ermak (Semenov-Tian-Shanskij, 1921)
    - Sirex grandis Blanchard, 1849
    - Sirex hispaniola Goulet, 2012
    - Sirex juvencus (Linnaeus, 1758)
    - Sirex longicauda Middlekauff, 1948
    - Sirex mexicanus Smith, 2012
    - Sirex mongolorum (Semenov-Tianshanskij & Gussakovskij, 1935)
    - Sirex nigricornis Fabricius, 1781
    - Sirex nitidus (T. W. Harris)
    - Sirex nitobei Matsumura, 1912
    - Sirex noctilio Fabricius, 1793
    - Sirex obesus Bradley
    - Sirex piceus Xiao & Wu, 1983
    - Sirex reflexus Villers, 1789
    - Sirex sinicus Maa, 1949
    - Sirex tianshanicus (Semenov-Tianshanskij, 1921)
    - Sirex varipes Walker, 1866
    - Sirex vates Mocsary, 1881
    - Sirex xerophilus Schiff, 2012

  - род Xeris A. Costa, 1894
    - Xeris spectrum (Linnaeus, 1758)
- подсемейство Tremicinae
  - род Tremex Jurine, 1807
    - Tremex fuscicornis (Fabricius, 1787)
    - Tremex columba (Linnaeus, 1763)
    - Tremex magus (Fabricius, 1787)
    - Tremex alchymista Mocsary, 1886